# Кермадек (жолоб)

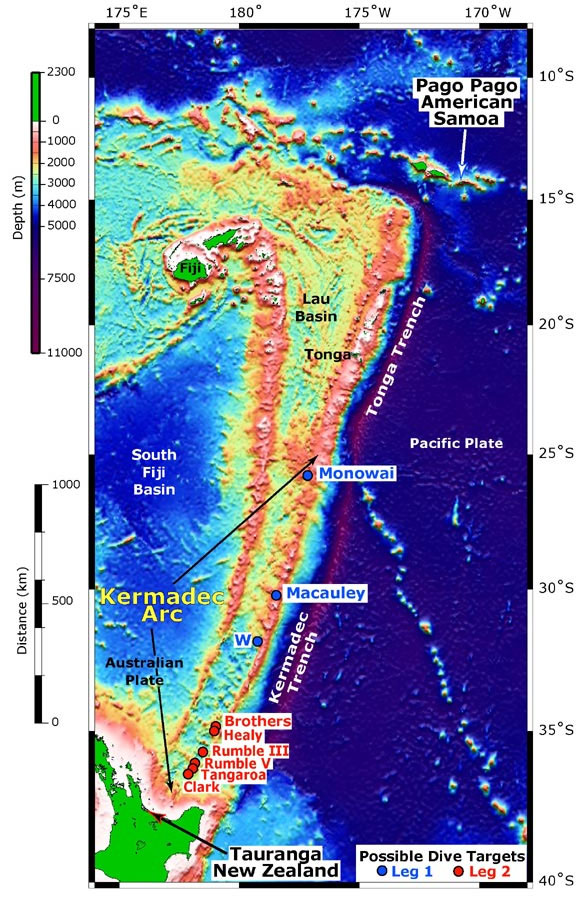

Кермадек — один з найглибших океанічних жолобів, досягаючий глибини 10047 м. Утворений субдукцією Тихоокеанської плити під Індо-Австралійську платформу, жолоб прямує більше тисячі кілометрів паралельно і східніше від хребта Кермадек і острівної дуги, на північний схід від Північного острова Нової Зеландії. Підводна гора Моноваї є трійником — від неї прямує на південний схід хребет Луїсвілл, на південь — жолоб Кермадек, на північ — жолоб Тонга. Продовженням на південь від жолоба Кермадек є мілководний жолоб Хікурангі.
У травні 2014 року, при дослідженні хребта Океанічним інститутом Вудс-Хоул, було знищено високим підводним тиском безпілотну субмарину Nereus на глибині 9,99 км

## Фауна
У 2012 році глибоководні дослідники виявили велетенську амфіподу на самому дні жолоба На відміну від більшості амфіпод, які мають приблизно 2,5 см завдовжки, цей вид досягає до 34 см